# A lyga 2023
La A lyga 2023 è stata la 34ª edizione della massima divisione del campionato lituano di calcio, iniziata il 3 marzo 2023, terminata il 12 novembre 2023. Il Žalgiris è la squadra campione in carica, ma è il Panevėžys a laurearsi campione per la prima volta nella sua storia.

## Stagione

### Novità
Dalla A lyga 2022 è stato retrocesso lo Jonava, ultimo classificato. Dalla 1 Lyga 2022 è stato promosso il DFK Dainava.

### Formula
Il campionato è composto di 10 squadre e ogni squadra affronta le altre squadre quattro volte, due volte in casa e due in trasferta, per un totale di 36 giornate. La squadra prima classificata è campione di Lituania ed è ammessa al primo turno di qualificazione della UEFA Champions League 2024-2025. Le squadre classificate al secondo e terzo posto sono ammesse al primo turno di qualificazione della UEFA Conference League 2024-2025, assieme alla vincitrice della Coppa di Lituania. La penultima classificata disputa uno spareggio promozione/retrocessione contro la seconda classificata della 1 Lyga per la permanenza in A lyga, l'ultima classificata retrocede direttamente nella serie inferiore.

## Squadre partecipanti
| Club              | Città       | Stadio                             | Stagione precedente  |
| ----------------- | ----------- | ---------------------------------- | -------------------- |
| Banga Gargždai    | Gargždai    | Stadio Gargždai                    | 8º posto in A lyga   |
| DFK Dainava       | Alytus      | Stadio Centrale                    | 1º posto in 1 lyga   |
| Džiugas Telšiai   | Telšiai     | Stadio centrale                    | 9º posto in A lyga   |
| FA Šiauliai       | Šiauliai    | Stadio Savivaldybė                 | 7º posto in A lyga   |
| Hegelmann Litauen | Kaunas      | LFF Kaunas training center stadium | 4º posto in A lyga   |
| Kauno Žalgiris    | Kaunas      | Stadio FA Kauno Žalgiris           | 2º posto in A lyga   |
| Panevėžys         | Panevėžys   | Stadio Aukštaitija                 | 3º posto in A Lyga   |
| Riteriai          | Vilnius     | Stadio LFF                         | 5º posto in A lyga   |
| Sūduva            | Marijampolė | Stadio Sūduva                      | 6º posto in A lyga   |
| Žalgiris          | Vilnius     | Stadio LFF                         | Campione di Lituania |

## Classifica
|                     | Pos. | Squadra           | Pt | G  | V  | N  | P  | GF | GS | DR  |
| ------------------- | ---- | ----------------- | -- | -- | -- | -- | -- | -- | -- | --- |
| Lituania (bandiera) | 1.   | Panevėžys         | 87 | 36 | 26 | 9  | 1  | 64 | 14 | +50 |
|                     | 2.   | Žalgiris          | 75 | 36 | 23 | 6  | 7  | 67 | 28 | +39 |
|                     | 3.   | FA Šiauliai       | 62 | 36 | 16 | 14 | 6  | 51 | 35 | +16 |
|                     | 4.   | Kauno Žalgiris    | 59 | 36 | 15 | 14 | 7  | 61 | 40 | +21 |
|                     | 5.   | Hegelmann Litauen | 59 | 36 | 18 | 5  | 13 | 62 | 43 | +19 |
|                     | 6.   | Banga Gargždai    | 36 | 36 | 10 | 6  | 20 | 22 | 52 | -30 |
|                     | 7.   | Sūduva            | 35 | 36 | 10 | 5  | 21 | 28 | 60 | -32 |
|                     | 8.   | DFK Dainava       | 31 | 36 | 7  | 10 | 19 | 25 | 40 | -15 |
|                     | 10.  | Džiugas Telšiai   | 25 | 36 | 4  | 13 | 19 | 25 | 57 | -32 |
|                     | 9.   | Riteriai          | 25 | 36 | 5  | 10 | 21 | 26 | 62 | -36 |

Legenda:
      Campione di Lituania e ammessa alla UEFA Champions League 2024-2025.
      Ammesse alla UEFA Conference League 2024-2025.
 Ammessa allo Spareggio promozione/retrocessione.
      Retrocessa in 1 Lyga 2024.
Note:
Tre punti a vittoria, uno a pareggio, zero a sconfitta.
La classifica viene stilata secondo i seguenti criteri:
- Punti conquistati
- Punti conquistati negli scontri diretti
- Differenza reti negli scontri diretti
- Differenza reti generale
- Reti totali realizzate
- Partite vinte
- Posizionamento delle squadre riserve nel campionato riserve

## Risultati

### Partite (1-18)
|                   | BAN  | DAI  | DZI  | FAS  | HEG  | KAU  | PAN  | RIT  | SUD  | ZAL  |
| ----------------- | ---- | ---- | ---- | ---- | ---- | ---- | ---- | ---- | ---- | ---- |
| Banga Gargždai    | –––– | 2-1  | 2-0  | 0-5  | 0-2  | 0-4  | 1-1  | 0-1  | 1-0  | 0-2  |
| Dainava           | 2-1  | ———— | 2-2  | 1-0  | 0-0  | 0-1  | 5-0  | 0-0  | 2-1  | 0-2  |
| Džiugas Telšiai   | 1-2  | 0-1  | –––– | 2-0  | 0-0  | 0-3  | 1-1  | 1-1  | 0-2  | 0-2  |
| FA Šiauliai       | 1-1  | 2-0  | 2-0  | –––– | 3-1  | 1-0  | 0-0  | 1-1  | 1-0  | 3-0  |
| Hegelmann Litauen | 5-0  | 3-0  | 2-0  | 3-2  | –––– | 2-4  | 0-1  | 2-3  | 6-0  | 0-1  |
| Kauno Žalgiris    | 0-0  | 1-0  | 3-1  | 4-0  | 0-1  | –––– | 3-1  | 0-0  | 3-0  | 1-1  |
| Panevėžys         | 2-0  | 0-0  | 4-0  | 1-0  | 2-1  | 3-1  | –––– | 3-1  | 0-0  | 0-0  |
| Riteriai          | 0-0  | 0-0  | 1-1  | 0-4  | 1-1  | 0-4  | 0-1  | –––– | 1-0  | 0-2  |
| Sūduva            | 0-2  | 2-0  | 1-0  | 2-0  | 2-4  | 0-2  | 0-0  | 0-2  | –––– | 2-1  |
| Žalgiris Vilnius  | 1-0  | 0-0  | 2-3  | 1-0  | 2-1  | 2-1  | 1-0  | 2-2  | 4-0  | –––– |

### Partite (19-36)
|                   | BAN  | DAI  | DZI  | FAS  | HEG  | KAU  | PAN  | RIT  | SUD  | ZAL  |
| ----------------- | ---- | ---- | ---- | ---- | ---- | ---- | ---- | ---- | ---- | ---- |
| Banga Gargždai    | –––– | 1-0  | 0-1  | 0-3  | 1-1  | 0-1  | 0-2  | 1-1  | 1-0  | 0-4  |
| Dainava           | 0-1  | ———— | 1-0  | 1-2  | 1-1  | 1-2  | 0-1  | 1-2  | 1-2  | 0-2  |
| Džiugas Telšiai   | 0-1  | 2-1  | –––– | 1-2  | 0-2  | 0-3  | 2-2  | 3-3  | 1-1  | 1-2  |
| FA Šiauliai       | 3-0  | 0-0  | 3-0  | –––– | 1-3  | 1-1  | 1-1  | 2-0  | 3-2  | 0-0  |
| Hegelmann Litauen | 1-0  | 0-0  | 1-1  | 1-1  | –––– | 0-0  | 1-0  | 3-1  | 2-0  | 2-0  |
| Kauno Žalgiris    | 3-1  | 1-1  | 0-0  | 4-2  | 1-1  | –––– | 3-2  | 3-2  | 1-1  | 2-5  |
| Panevėžys         | 2-0  | 2-0  | 0-0  | 2-2  | 3-0  | 1-0  | –––– | 2-0  | 2-1  | 2-0  |
| Riteriai          | 0-1  | 1-3  | 0-0  | 2-3  | 1-3  | 0-2  | 0-1  | –––– | 1-2  | 2-6  |
| Sūduva            | 1-0  | 2-0  | 0-0  | 0-1  | 2-6  | 0-1  | 0-3  | 2-0  | –––– | 0-2  |
| Žalgiris Vilnius  | 1-0  | 1-0  | 4-1  | 4-0  | 0-2  | 1-2  | 3-0  | 2-2  | 4-0  | –––– |

#### Spareggio retrocessione
|                 | Risultati |                 | Luogo e data              |
| --------------- | --------- | --------------- | ------------------------- |
| Be1 NFA         | 1-1       | Džiugas Telšiai | Kaunas, 18 novembre 2023  |
| Džiugas Telšiai | 1-0       | Be1 NFA         | Telšiai, 25 novembre 2023 |
|                 |           |                 |                           |

## Statistiche

### Classifica marcatori
| Gol |  |  | Giocatore           | Squadra           |
| --- |  |  | ------------------- | ----------------- |
| 19  |  |  | Mathias Oyewusi     | Žalgiris          |
| 18  |  |  | Filip Dangubic      | Hegelmann Litauen |
| 14  |  |  | Ariagner Smith      | Panevėžys         |
| 14  |  |  | Eligijus Jankauskas | FA Šiauliai       |
| 10  |  |  | Edvinas Girdvainis  | Kauno Žalgiris    |
| 9   |  |  | Daniel Romanovskij  | FA Šiauliai       |
| 9   |  |  | Gratas Sirgedas     | Kauno Žalgiris    |
| 8   |  |  | Patrick Popescu     | Hegelmann Litauen |